# Berik Kupeshov
Berik Kupeshov, né le 30 janvier 1987 à Kyzylorda, est un coureur cycliste kazakh, professionnel entre 2008 et 2009 au sein de l'équipe Astana. À l'issue de ces deux saisons, son contrat n'est pas renouvelé.

## Palmarès sur piste

### Championnats du monde
- Apeldoorn 2011
  - 12e de la course aux points
  - 21e de la poursuite individuelle

### Jeux d'Asie
- 2004
  -  Médaillé de bronze du scratch aux Jeux d'Asie juniors
- 2005
  -   Médaillé d'argent de poursuite aux Jeux d'Asie juniors

## Palmarès sur route

### Classements mondiaux
| Année         | 2010 |
| ------------- | ---- |
| UCI Asia Tour | 296e |